# Myotis albescens
Myotis albescens, el murciélago vespertino plateado, es una especie de  murciélago de Norteamérica, América Central y Sudamérica. 

## Importancia sanitaria
Esta especie es considerada como vector biológico de la rabia.